# Ala I Hispanorum

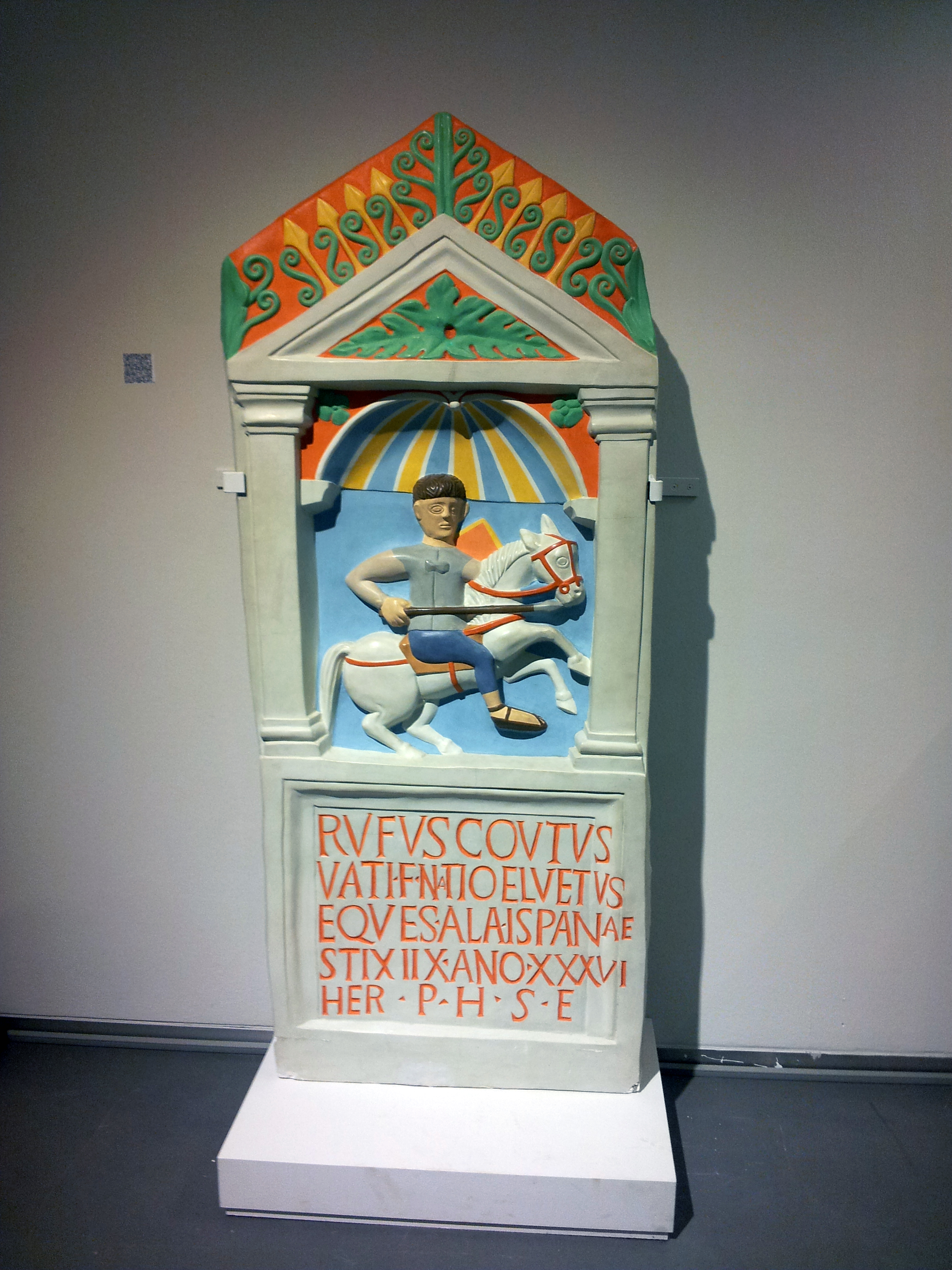
Der Grabstein des Rufus

Die Ala I Hispanorum [Antoniniana] [Philippiana] (deutsch 1. Ala der Hispanier [die Antoninianische] [die Philippianische]) war eine römische Auxiliareinheit. Sie ist durch Militärdiplome, Inschriften und Ziegelstempel belegt. In den meisten Militärdiplomen sowie in einigen Inschriften wird sie als Ala Hispanorum bezeichnet, in zwei Inschriften als Ala Hispana.

## Namensbestandteile
- Ala: Die Ala war eine Reitereinheit der Auxiliartruppen in der römischen Armee.

- I: Die römische Zahl steht für die Ordnungszahl die erste (lateinisch prima). Daher wird der Name dieser Militäreinheit als Ala prima .. ausgesprochen.

- Hispanorum: der Hispanier. Die Soldaten der Ala wurden bei Aufstellung der Einheit aus den verschiedenen Stämmen der Hispanier auf dem Gebiet der römischen Provinz Hispania Tarraconensis rekrutiert.

- pia fidelis: loyal und treu. Der Zusatz kommt in einer Inschrift[3] vor.[A 1]

- Antoniniana: die Antoninianische. Eine Ehrenbezeichnung, die sich auf Caracalla (211–217) oder auf Elagabal (218–222) bezieht. Der Zusatz kommt in einer Inschrift[4] und in einem Ziegelstempel[5] vor.

- Philippiana: die Philippianische. Eine Ehrenbezeichnung, die sich auf Philippus Arabs (244–249) bezieht. Der Zusatz kommt in zwei Inschriften[6] vor.

Da es keine Hinweise auf den Namenszusatz milliaria (1000 Mann) gibt, war die Einheit eine Ala quingenaria. Die Sollstärke der Ala lag bei 480 Mann, bestehend aus 16 Turmae mit jeweils 30 Reitern.

## Geschichte
Die Ala war im Heeresbezirk Germania sowie in den Provinzen Pannonia, Moesia inferior, Dacia superior und Dacia inferior (in dieser Reihenfolge) stationiert. Sie ist auf Militärdiplomen für die Jahre 92 bis 150 n. Chr. aufgeführt.
Die Einheit wurde vermutlich unter Augustus aufgestellt. Die Ala ist an verschiedenen Orten in Germania durch Inschriften belegt.  Zu einem unbestimmten Zeitpunkt wurde sie zuerst nach Dalmatia und im Anschluss nach Pannonia verlegt. Vermutlich am Anfang der Regierungszeit von Vespasian (69–79) wurde die Einheit von Pannonia in die Provinz Moesia verlegt.
Der erste Nachweis der Einheit in Moesia inferior beruht auf einem Diplom, das auf 92 datiert ist. In dem Diplom wird die Ala als Teil der Truppen (siehe Römische Streitkräfte in Moesia inferior) aufgeführt, die in der Provinz stationiert waren. Weitere Diplome, die auf 97 bis 107 datiert sind, belegen die Einheit in derselben Provinz. Die Ala nahm vermutlich sowohl an den Dakerkriegen von Domitian (81–96) als auch von Trajan (98–117) teil.
Zu einem unbestimmten Zeitpunkt wurde die Einheit nach Dacia superior verlegt, wo sie erstmals durch ein Diplom nachgewiesen ist, das auf 119 datiert ist. In dem Diplom wird die Ala als Teil der Truppen (siehe Römische Streitkräfte in Dacia superior) aufgeführt, die in der Provinz stationiert waren. Ein weiteres Diplom, das auf 120 datiert ist, belegt die Einheit (vermutlich) in derselben Provinz.
Zu einem unbestimmten Zeitpunkt wurde die Ala nach Dacia inferior verlegt, wo sie erstmals durch ein Diplom nachgewiesen ist, das auf 125/126 datiert ist. Weitere Diplome, die auf 129 bis 150 datiert sind, belegen die Einheit in derselben Provinz.
Der letzte Nachweis der Ala beruht auf zwei Inschriften, die auf 244 datiert sind.

## Standorte
Standorte der Ala in Dacia, Dalmatia, Germania und Pannonia waren möglicherweise:
| - Aquincum (Budapest): vier Inschriften wurden hier gefunden. - Augusta Raurica: eine Inschrift wurde hier gefunden. - Augusta Treverorum (Trier): zwei Inschriften wurden hier gefunden. - Borbetomagus (Worms): zwei Inschriften wurden hier gefunden. | - Burnum (Ivoševci): zwei Inschriften wurden hier gefunden. - Mogontiacum (Mainz): zwei Inschriften wurden hier gefunden. - Slaveni: vier Inschriften und drei Ziegel mit verschiedenen Stempeln der Einheit wurden hier gefunden. |

Michael Alexander Speidel nimmt an, dass die Einheit in Germania an den folgenden Standorten (in dieser Reihenfolge) stationiert war: bis ca. 16/17 n. Chr. in Trier, danach vermutlich in Augusta Raurica (möglicherweise nur ein Teil der Einheit) und zuletzt (möglicherweise gleichzeitig) bis ca. 45 in Worms und Mainz.
Laut Margaret M. Roxan ist es nicht sicher, dass die Ala während der Regierungszeit von Augustus in Trier stationiert war. Eine Stationierung in Worms und Mainz ist ebenfalls nicht gesichert, jedoch dürfte die Einheit dem Befehlshaber des Legionslagers in Mainz unterstellt gewesen sein.
Nikola Cesarik, David Štrmelj nehmen an, dass die Ala nach dem Ende des Pannonischen Aufstands um 6/9 n. Chr. in Burnum stationiert wurde und dass sie dort verblieb, bis sie am Anfang der Regierungszeit von Claudius (41–54) nach Pannonia verlegt wurde.
Laut John Spaul nahm Barnabás Lőrincz an, dass die Einheit um 50 von Burnum nach Aquincum und von dort um 69 nach Moesia verlegt wurde.

## Angehörige der Ala
Folgende Angehörige der Ala sind bekannt:

### Kommandeure
| - Gaius Fidus Loreianus: er wird auf dem Diplom von 120 als Kommandeur genannt. - Lucius Dudistius Novanus, ein Präfekt - L(ucius) Rubrius Maximus, ein Präfekt (CIL 14, 22) - Marcus Stlaccius Coranus, ein Präfekt | - Quintus Petronius Novatus, ein Präfekt - Q(uintus) Vibius I[], ein Präfekt (CIL 11, 1527) - Sextus Caecilius Senecio, ein Präfekt - Sextus Iulius Possessor, ein Curator bzw. Praepositus |

### Sonstige
| - [], ein Reiter (CIL 13, 7027) - []rianus Amba (CIL 13, 3686) - []us, ein Vexillarius (ZPE-91-165) - []us, ein Reiter (ZPE-199-236) - Adiutor, ein Soldat: das Diplom von 120 wurde für ihn ausgestellt. - Imerix, ein Reiter (AE 1971, 299) - Licinius, ein Reiter (CIL 13, 6234) - Lucius, ein Reiter (AE 1937, 216) - Maloger, (CIL 3, 10513) - Nertus, ein Veteran und ehemaliger Sesquiplicarius (CIL 3, 10514) | - Q(uintus) Carminius Inge[n]uus, ein Reiter und Signifer (CIL 13, 6233) - Rufus, ein Reiter (CIL 13, 7026) - Sulpicius Massa, ein Veteran (CIL 3, 12361) - Ti(berius) Claudiu[s] A[], ein Reiter (CIL 3, 15163) - Ti(berius) [Cl(audius)] Aplo, ein Reiter (CIL 3, 4244) - [T]i(berius) Claudius Severus, ein Reiter und missicius (RHP 00124) - Ti(berius) Claud[ius] Vanamiu[s], ein Reiter (CIL 3, 4244) - T(itus) Lucretius A[], ein Reiter (CIL 13, 11317) - [Val]er[ius] [] [Eu]odu[s], ein Veteran und ehemaliger Stator (CIL 3, 12378) |